# 紅尖粉蝶
紅尖粉蝶，（學名：Appias nero）屬於粉蝶科的蝴蝶。此物種分布範圍涵蓋北印度至巽他群島、菲律賓、蘇拉威西及更東方地區。其亞種Appias nero galba見於印度。

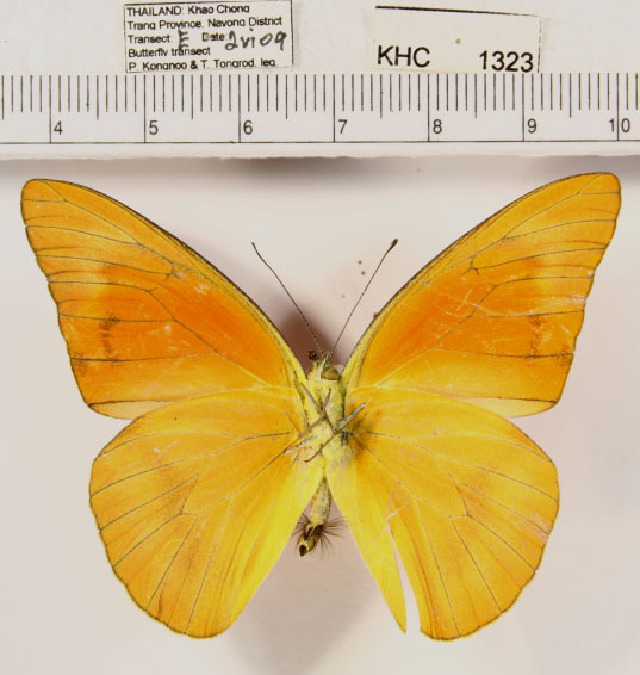
腹面觀

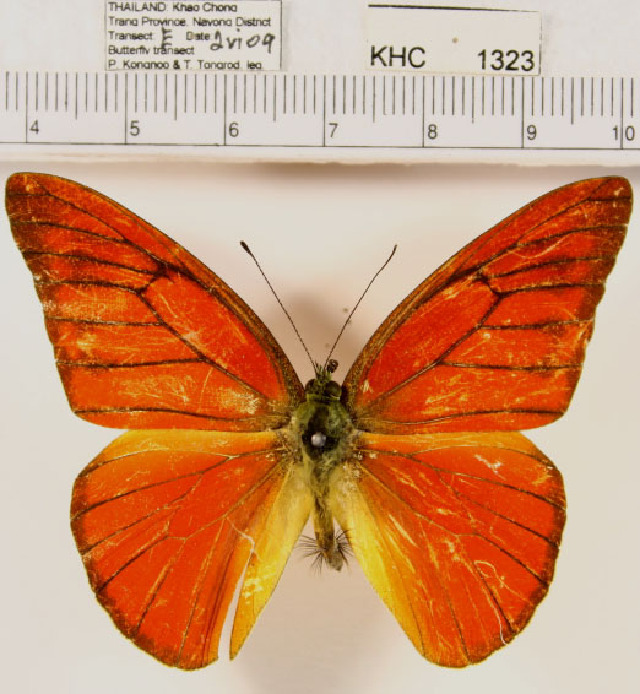
背面觀

## 現況
此物種為常見種。

## 圖庫

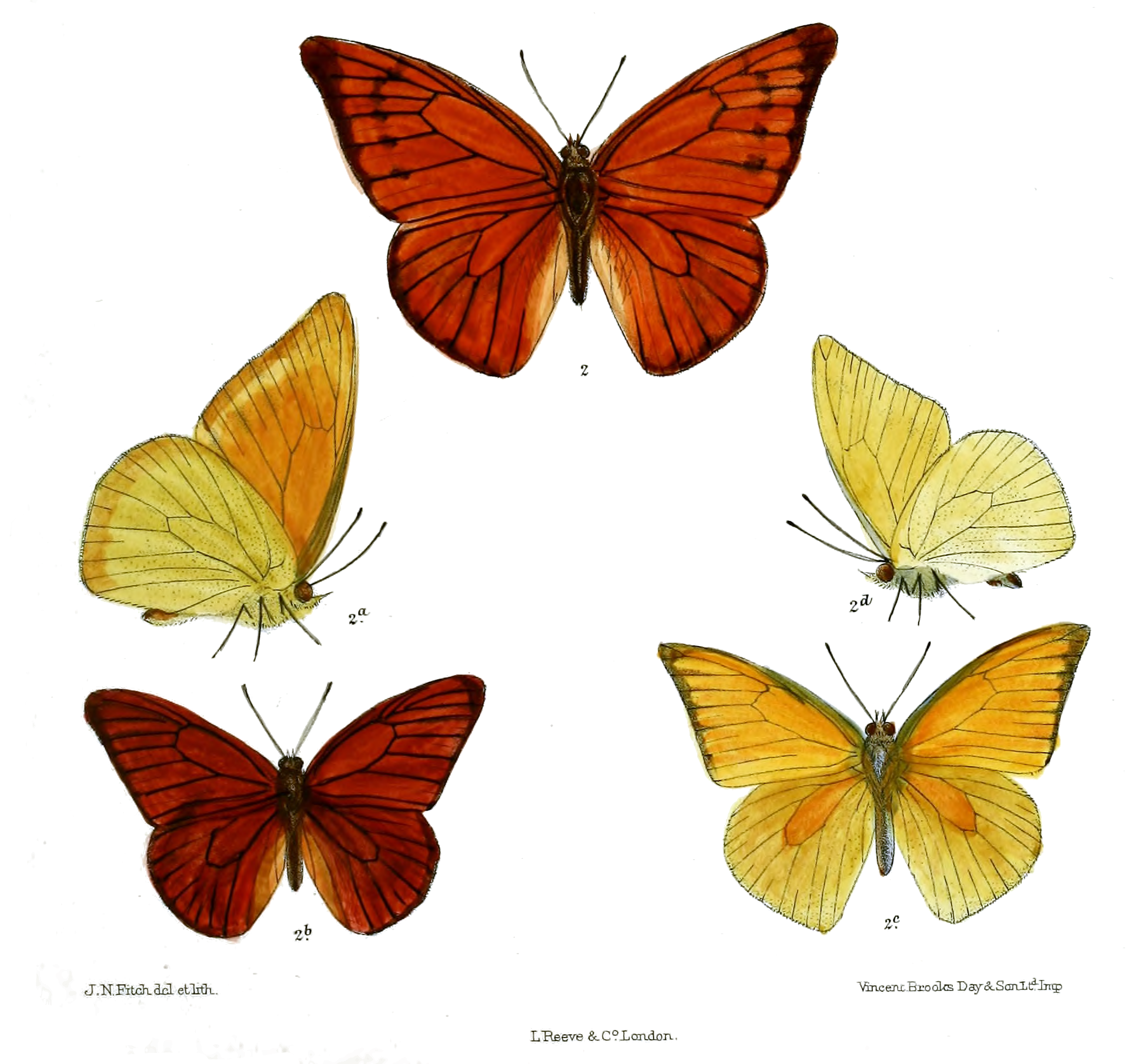
A. n. galba
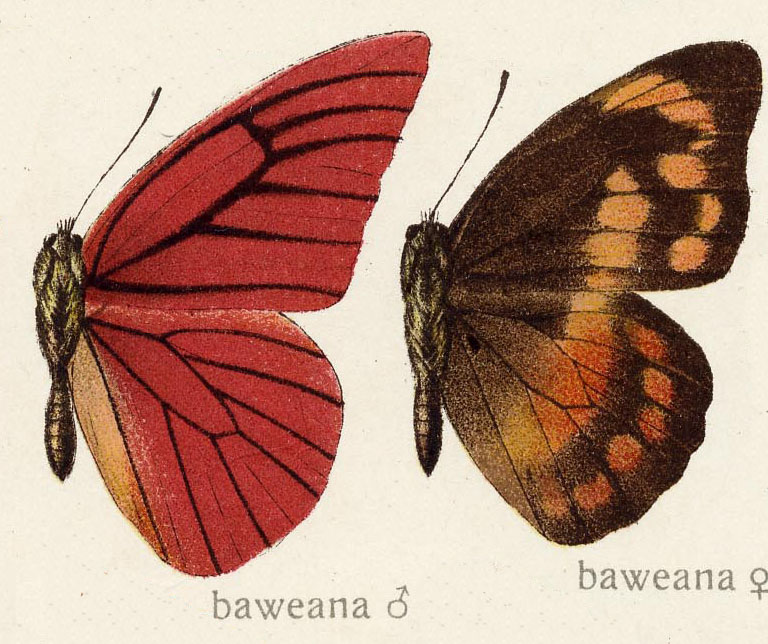
A. n. baweana
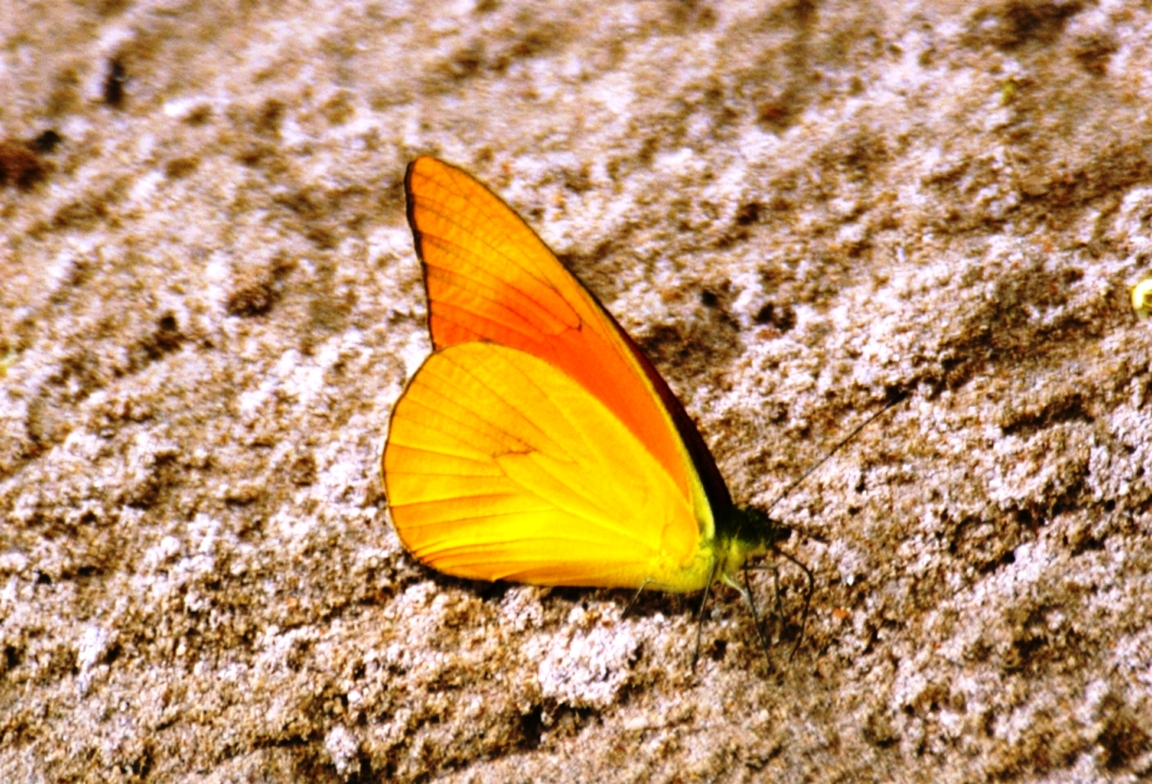